# Kuna domowa
Kuna domowa, kamionka (Martes foina) – synantropijny gatunek niewielkiego ssaka drapieżnego z rodziny łasicowatych.

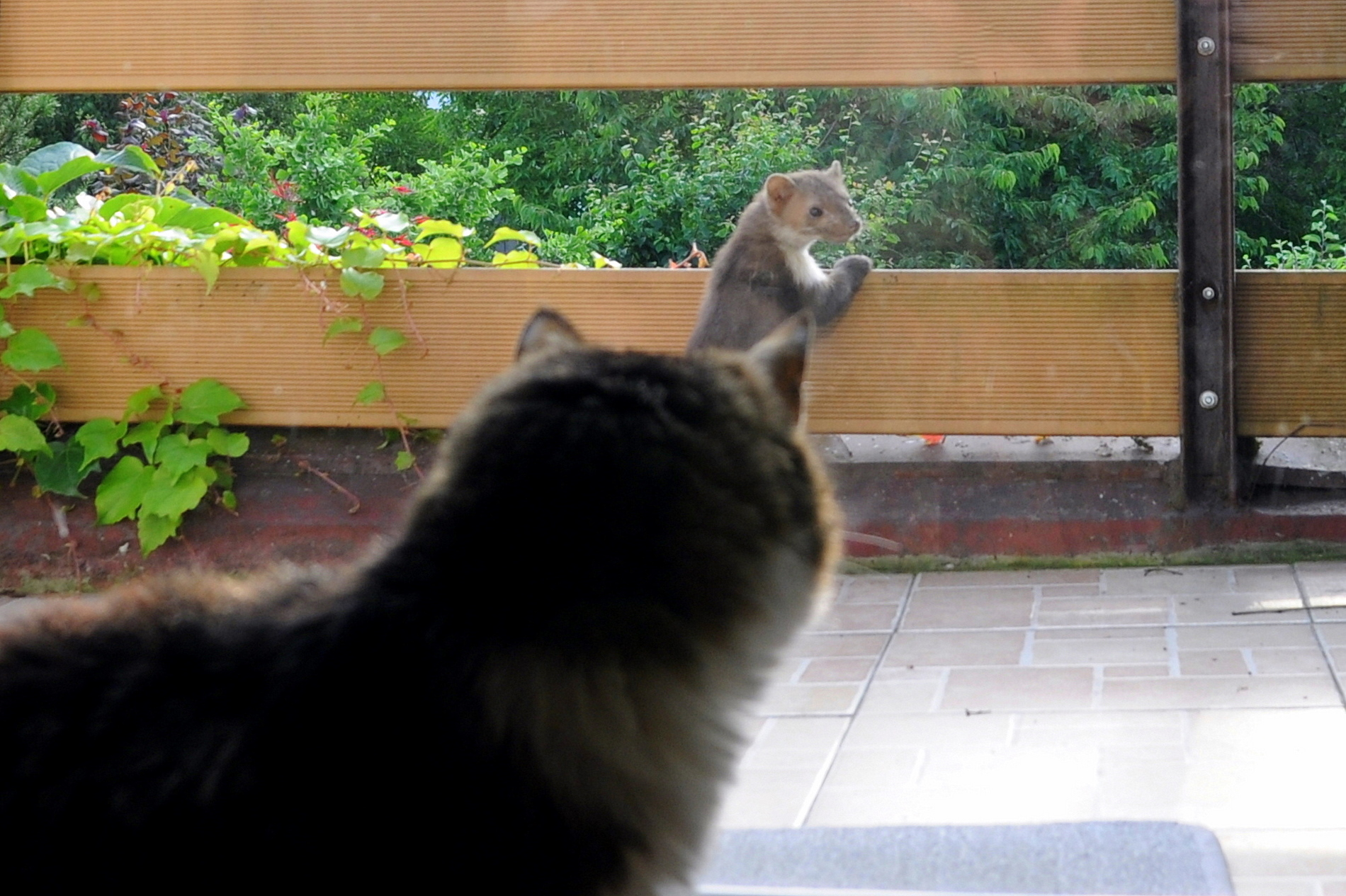
Kuna domowa na balkonie, obserwowana przez kota

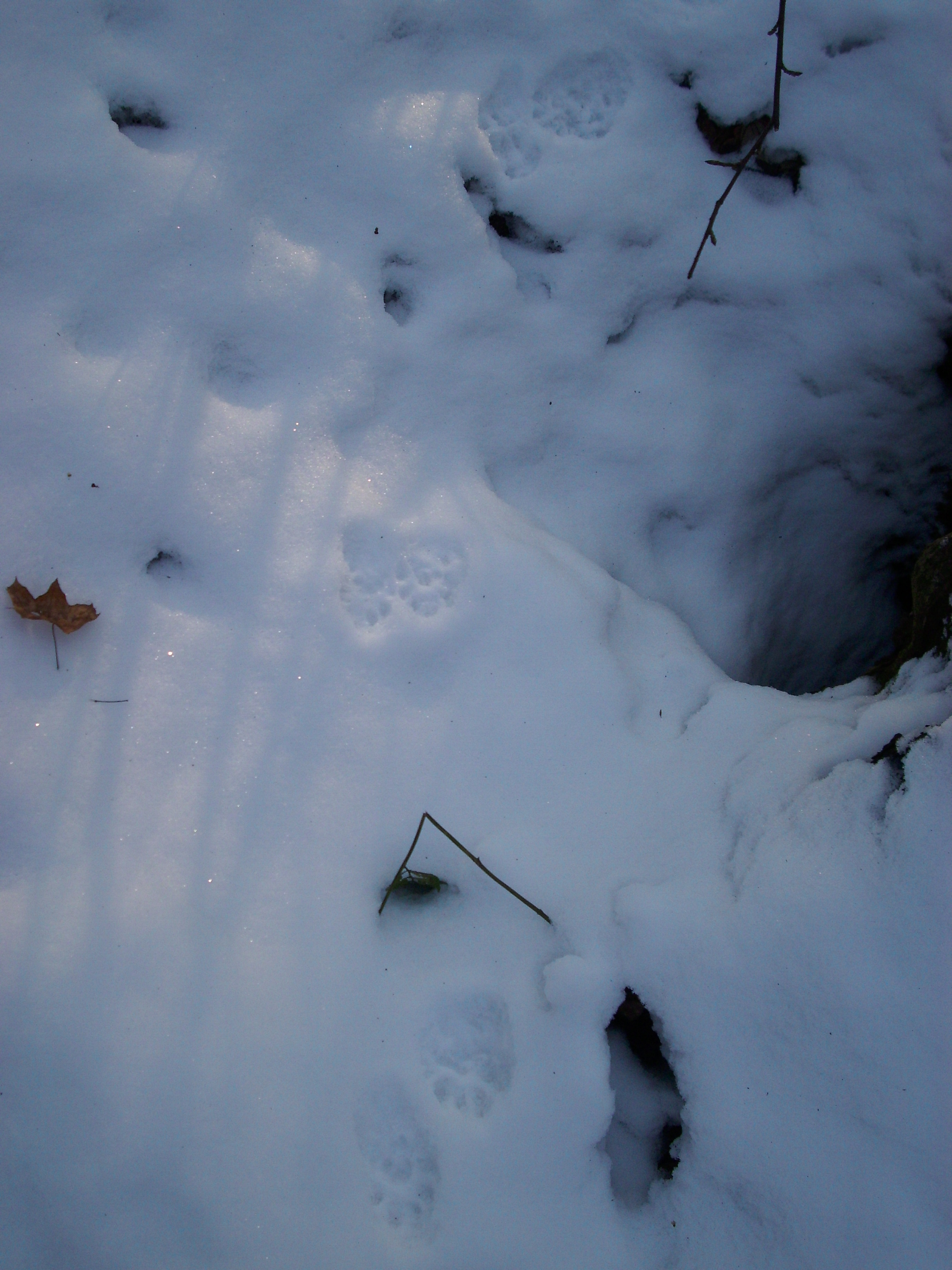
Tropy kuny w skokach, prawdopodobnie kamionki. Las Bemowski

## Występowanie i biotop
Występuje w niemal całej Europie oraz w strefie klimatu umiarkowanego Azji, aż po Himalaje i Chiny. W Europie jest spotykana od północnej Danii po zachodnią Hiszpanię i – na południe – po Włochy i niektóre wyspy na Morzu Śródziemnym i Egejskim. W Polsce występuje na całym obszarze kraju, zwykle w okolicach ludzkich siedzib, ruinach, lasach, a także w centrach dużych miast. W stanie Wisconsin w USA zaadaptowała się do warunków naturalnych mała populacja kun domowych, które zostały tam sprowadzone jako zwierzęta domowe.

## Charakterystyka

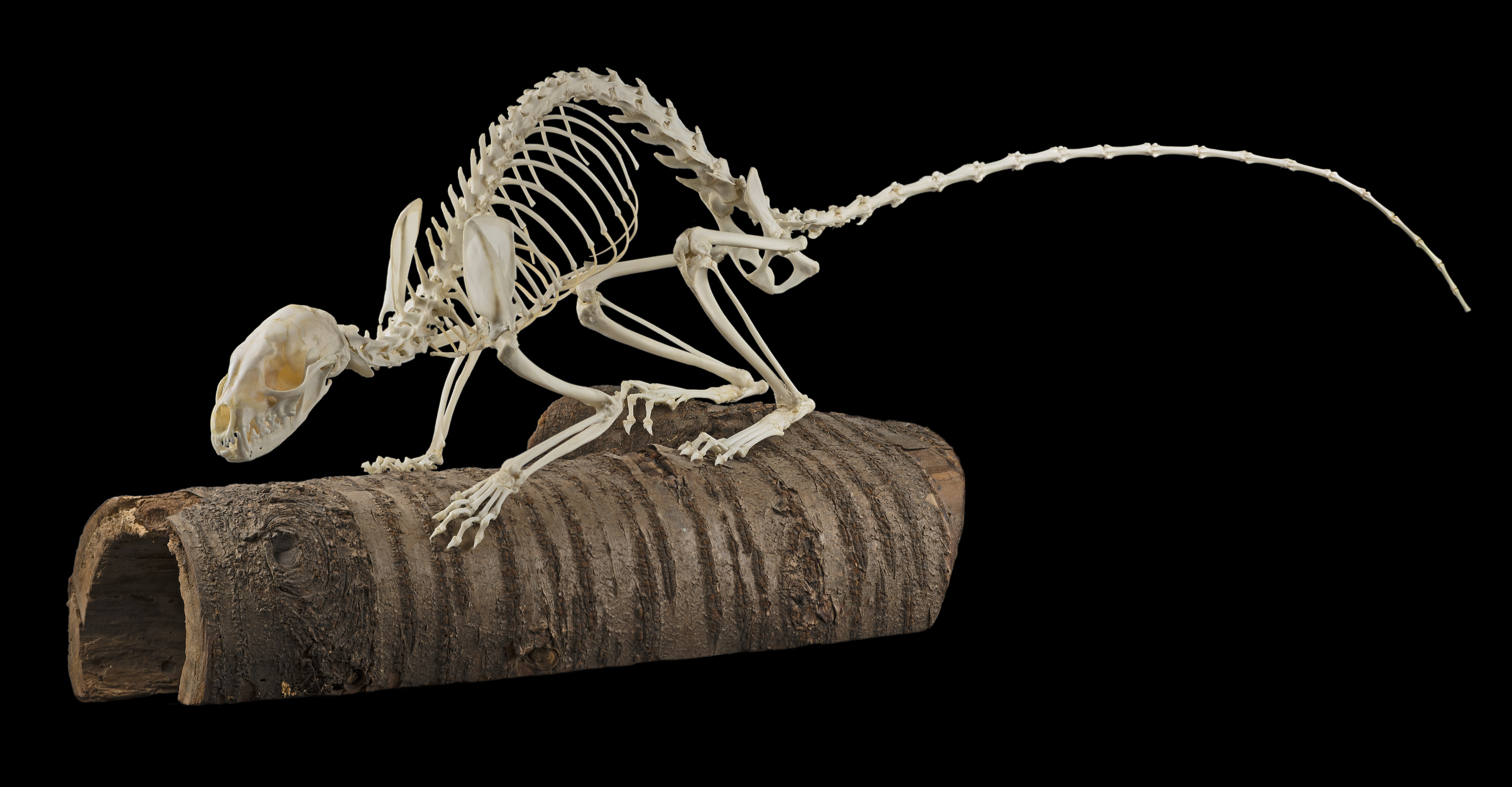
Szkielet

Podobnie jak większość małych łasicowatych charakteryzuje się wydłużonym ciałem i krótkimi nogami. Sierść brązowa, na piersi biała rozwidlona plama; jej rozwidlenia sięgają aż do nasady przednich łap zwierzęcia. Jest to najprostszy sposób odróżnienia kuny domowej od kuny leśnej (Martes martes), która wprawdzie też ma łatę na piersi, ale żółtą i nierozwidloną. W odróżnieniu od kuny leśnej, kuna domowa ma nagie opuszki palców i stóp.

## Rozmiary
- długość ciała: 45–53 cm
- długość ogona: 25–30 cm
- masa ciała: 1,1–1,5 kg (samice nieznacznie mniejsze od samców)

## Pożywienie
Żywi się gryzoniami, ptakami i ich jajami, żabami i owadami. Dość duży udział w jej diecie mają owoce. W jaskiniach poluje na nietoperze. W zabudowaniach gospodarskich tępi szczury i myszy, wyrządza jednak również szkody wśród drobiu.
Na wspólnych stanowiskach konkuruje z kuną leśną.

## Rozród

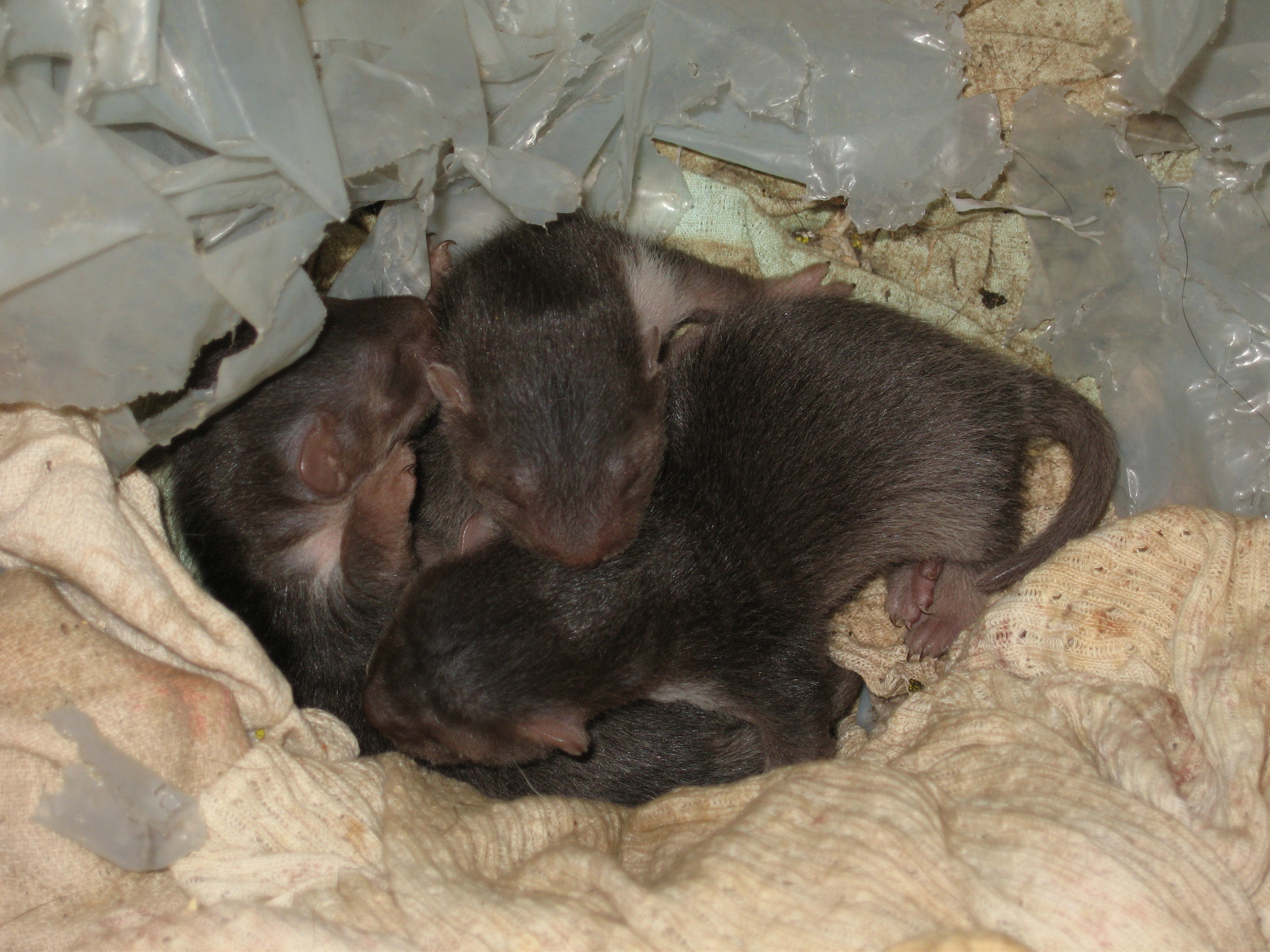
Młode

Okres rui kamionki przypada na lipiec i sierpień, ciąża przedłużona trwa długo, nawet 9 miesięcy. Ruja dodatkowa przypada na styczeń i luty. Młode rodzą się ślepe, w liczbie od 2 do 8. Ssą mleko ok. 3 miesięcy. Dojrzałość płciową osiągają po 2 latach.

## Długość życia
Kuna domowa żyje średnio 8–10 lat. Jej naturalnymi wrogami są wilki, psy i lisy, a także borsuki.

## Podgatunki
Wyróżnia się 11 podgatunków kuny domowej:
- M. foina bosniaca
- M. foina bunites
- M. foina foina – kuna domowa
- M. foina intermedia – kuna kaszmirska
- M. foina kozlovi
- M. foina mediterranea
- M. foina milleri
- M. foina nehringi
- M. foina rosanowi
- M. foina syriaca
- M. foina toufoeus

## Inne informacje
Wywołuje szkody gospodarcze uszkadzając elementy gumowe, w szczególności przegryzając okablowanie w samochodach. Kuny mogą wyrządzać również poważne szkody w domach w szczególności dachu. Kuny przedostają się przez szczeliny w dachu, rozszarpują termoizolacje dachu po czym moszczą w niej gniazda, pozostawiając niekiedy odchody i padliny.